# Campeonato Brasileiro de Futebol Feminino de 2024
A Série A1 do Campeonato Brasileiro de Futebol Feminino de 2024 foi a 12.ª edição da maior competição nacional de futebol feminino, organizada pela Confederação Brasileira de Futebol (CBF).
Assim como nas edições anteriores, o Campeonato contou com 16 equipes que jogaram em turno único, classificando-se os oito melhores colocados. As fases seguintes foram em formato mata-mata, em jogos de ida e volta. A competição classificou os finalistas para a Copa Libertadores e para a Supercopa do Brasil, ambas no ano seguinte. A Supercopa será realizada com as melhores equipes entre os 12 primeiros colocados do Campeonato, sendo apenas uma vaga por estado. Caso todas as vagas não sejam preenchidas, serão distribuída entre os quatro primeiros da Série A2 de 2024.
Conforme o calendário do futebol feminino e a tabela detalhada — ambos divulgado pela CBF, antes da competição — o Campeonato aconteceu entre 15 de março e 22 de setembro. A primeira fase, terminaria em 27 de junho, mas foi postergada para 21 de agosto (após as Olimpíadas de Paris 2024). As quartas de final, aconteceram entre 24 e 29 de agosto — 24 a 26 de agosto as partidas de ida e as da volta entre 27 e 29 de agosto. As semifinais, entre 1 e 8 de setembro e as finais entre 15 e 22 de setembro.

## Formato e regulamento
O Campeonato seguiu a fórmula dos anos anteriores, sendo disputado em quatro fases: na primeira fase os 16 clubes jogaram no modelo de pontos corridos, em turno único. Os oito primeiros se classificaram para as quartas de final e os quatro últimos foram rebaixados para a Série A2 de 2024. Nas quartas de final, os clubes se enfrentaram no sistema eliminatório ("mata-mata") classificando-se o vencedor de cada grupo. Na semifinal, os clubes também se enfrentaram no sistema eliminatório classificando-se o vencedor de cada grupo para a final, onde, por fim, os dois clubes se enfrentaram também no sistema eliminatório para definir o campeão.
1. Primeira fase: 16 clubes jogam todos contra todos em turno único
2. Segunda fase (quartas de final): oito clubes distribuídos em quatro grupos de dois clubes cada
3. Terceira fase (semifinal): quatro clubes distribuídos em dois grupos de dois clubes cada
4. Quarta fase (final): em um grupo de dois clubes, de onde sairá o campeão

### Critérios de desempate
Em caso de empate de pontos entre dois clubes, os critérios de desempate foram aplicados na seguinte ordem:
1. Número de vitórias
2. Saldo de gols
3. Gols marcados
4. Número de cartões vermelhos
5. Número de cartões amarelos
6. Sorteio

## Participantes
| Equipe              | Estado            | Em 2023        | Estádio (mando)               | Capacidade      | Títulos                           |
| ------------------- | ----------------- | -------------- | ----------------------------- | --------------- | --------------------------------- |
| América Mineiro     | Minas Gerais      | 4.º (série A2) | Alterosas                     | 2 000           | 0 (não possui)                    |
| Atlético Mineiro    | Minas Gerais      | 12.º           | Alterosas                     | 2 000           | 0 (não possui)                    |
| Avaí/Kindermann     | Santa Catarina    | 10.º           | Carlos Alberto Costa Neves    | 6 500           | 0 (não possui)                    |
| Botafogo            | Rio de Janeiro    | 3.º (série A2) | Nilton Santos                 | 44 000          | 0 (não possui)                    |
| Corinthians         | São Paulo         | 1.º            | Parque São Jorge              | 16 000          | 5 (2018, 2020, 2021, 2022 e 2023) |
| Cruzeiro            | Minas Gerais      | 8.º            | Alterosas                     | 2 000           | 0 (não possui)                    |
| Ferroviária         | São Paulo         | 2.º            | Fonte Luminosa                | 20 950          | 2 (2014 e 2019)                   |
| Flamengo            | Rio de Janeiro    | 5.º            | Luso-Brasileiro               | 5 500           | 1 (2016)                          |
| Fluminense          | Rio de Janeiro    | 2.º (série A2) | Laranjeiras                   | 8 000           | 0 (não possui)                    |
| Grêmio              | Rio Grande do Sul | 9.º            | Vieirão                       | 4 700           | 0 (não possui)                    |
| Internacional       | Rio Grande do Sul | 6.º            | SESC Campestre                | 2 800           | 0 (não possui)                    |
| Palmeiras           | São Paulo         | 2.º            | Jayme Cintra / Allianz Parque | 12 000 / 43 713 | 0 (não possui)                    |
| Real Brasília       | Distrito Federal  | 11.º           | Defelê                        | 1 500           | 0 (não possui)                    |
| Red Bull Bragantino | São Paulo         | 1.º (série A2) | Nabi Abi Chedid               | 15 010          | 0 (não possui)                    |
| Santos              | São Paulo         | 3.º            | Vila Belmiro                  | 16 068          | 1 (2017)                          |
| São Paulo           | São Paulo         | 4.º            | Marcelo Portugal              | 1 500           | 0 (não possui)                    |

## Primeira fase

### Classificação
| Pos | Equipe              | Pts | J  | V  | E | D  | GP | GC | SG  | Classificação ou descenso                 |
| --- | ------------------- | --- | -- | -- | - | -- | -- | -- | --- | ----------------------------------------- |
| 1   | Corinthians         | 40  | 15 | 13 | 1 | 1  | 40 | 17 | +23 | Zona de classificação para a segunda fase |
| 2   | Ferroviária         | 32  | 15 | 9  | 5 | 1  | 20 | 9  | +11 | Zona de classificação para a segunda fase |
| 3   | São Paulo           | 30  | 15 | 9  | 3 | 3  | 35 | 15 | +20 | Zona de classificação para a segunda fase |
| 4   | Palmeiras           | 28  | 15 | 9  | 1 | 5  | 35 | 17 | +18 | Zona de classificação para a segunda fase |
| 5   | Cruzeiro            | 24  | 15 | 7  | 3 | 5  | 30 | 17 | +13 | Zona de classificação para a segunda fase |
| 6   | Grêmio              | 23  | 15 | 7  | 2 | 6  | 22 | 19 | +3  | Zona de classificação para a segunda fase |
| 7   | Internacional       | 23  | 15 | 6  | 5 | 4  | 24 | 18 | +6  | Zona de classificação para a segunda fase |
| 8   | Red Bull Bragantino | 23  | 15 | 6  | 5 | 4  | 21 | 19 | +2  | Zona de classificação para a segunda fase |
| 9   | Flamengo            | 22  | 15 | 6  | 4 | 5  | 30 | 22 | +8  |                                           |
| 10  | América Mineiro     | 20  | 15 | 5  | 5 | 5  | 24 | 20 | +4  |                                           |
| 11  | Fluminense          | 19  | 15 | 5  | 4 | 6  | 14 | 19 | −5  |                                           |
| 12  | Real Brasília       | 17  | 15 | 4  | 5 | 6  | 11 | 16 | −5  |                                           |
| 13  | Botafogo            | 12  | 15 | 2  | 6 | 7  | 13 | 24 | −11 | Zona de rebaixamento à Série A2 2025      |
| 14  | Santos              | 11  | 15 | 3  | 2 | 10 | 15 | 40 | −25 | Zona de rebaixamento à Série A2 2025      |
| 15  | Avaí/Kindermann     | 7   | 15 | 1  | 4 | 10 | 11 | 35 | −24 | Zona de rebaixamento à Série A2 2025      |
| 16  | Atlético Mineiro    | 1   | 15 | 0  | 1 | 14 | 11 | 49 | −38 | Zona de rebaixamento à Série A2 2025      |

### Partidas
Fonte: 

#### Primeira rodada
| 15 de março Jogo 1 | Ferroviária | 1 – 1                                   | Botafogo       | Araraquara                                                                                             |  |
| 19:00              | Mica 83'    | Súmula (CBF) Borderô (CBF) ge Soccerway | Nath Fabem 64' | Estádio: Fonte Luminosa Público: 302 Renda: R$ 2 945,00 Árbitra: PR Maria Luiza Brandellero dos Santos |  |

| 15 de março Jogo 2 | Santos   | 1 – 1                                | Real Brasília | Santos                                                                              |  |
| 19:00              | Dani 77' | Súmula (CBF) Borderô (CBF) Soccerway | Durango 70'   | Estádio: Vila Belmiro Público: 755 Renda: R$ 5 725,00 Árbitra: RS Andressa Hartmann |  |

| 15 de março Jogo 3 | Palmeiras                                   | 3 – 2                                   | Flamengo                    | Jundiaí                                                                                             |  |
| 21:30              | Lais 39' · Amanda Gutierres 52', 73' (pen.) | Súmula (CBF) Borderô (CBF) ge Soccerway | Darlene 46' · Cristiane 69' | Estádio: Jayme Cintra Público: 1 053 Renda: R$ 16 130,00 Árbitra: MG Andreza Helena Siqueira (FIFA) |  |

| 16 de março Jogo 6 | Avaí/Kindermann                                | 3 – 3                                | Red Bull Bragantino                  | Caçador |  |
| 15:00              | Cami Lopez 12' · Brendha 45+3' · Lourdes 90+3' | Súmula (CBF) Borderô (CBF) Soccerway | Pauli 44', 83' · Catalina Ongaro 65' | Estádio: Carlos Alberto Costa Neves Público: 239 Renda: R$ 1 890,00 Árbitra: ES Vanessa de Souza Guijansque |  |

| 16 de março Jogo 7 | Fluminense                                     | 3 – 0                                | Atlético Mineiro | Rio de Janeiro                                                               |  |
| 15:00              | Ana Carolina 65' · Kamilla 88' · Annaysa 90+4' | Súmula (CBF) Borderô (CBF) Soccerway |                  | Estádio: Luso-Brasileiro Renda: R$ 0,00 Árbitra: PA Gleika Oliveira Pinheiro |  |

| 16 de março Jogo 8 | América Mineiro | 1 – 1                                | Internacional | Contagem                                                                           |  |
| 15:00              | Soraya 90+5'    | Súmula (CBF) Borderô (CBF) Soccerway | Isadora 68'   | Estádio: Gregorão Público: 333 Renda: R$ 690,00 Árbitra: SP Marianna Nanni Batalha |  |

| 16 de março Jogo 4 | Cruzeiro    | 1 – 1                                | São Paulo | Nova Lima                                                                                      |  |
| 16:00              | Marilia 56' | Súmula (CBF) Borderô (CBF) Soccerway | Duda 83'  | Estádio: Castor Cifuentes Público: 391 Renda: R$ 1 762,50 Árbitra: SC Tainan Bordignon Somensi |  |

| 18 de março Jogo 5 | Grêmio | 0 – 3                                   | Corinthians                      | Eldorado do Sul                                                                                                  |  |
| 20:00              |        | Súmula (CBF) Borderô (CBF) ge Soccerway | Millene 40', 90' · Jheniffer 84' | Estádio: Airton Ferreira da Silva Público: 214 Renda: R$ 1 070,00 Árbitra: PB Ruthyanna Camila Medeiros da Silva |  |

#### Segunda rodada
| 19 de março Jogo 10 | São Paulo                                                  | 4 – 0                                | Avaí/Kindermann | Cotia                                                                                                |  |
| 15:00               | Ariel 16' (pen.), 59' · Camilinha 42' (pen.) · Mariana 46' | Súmula (CBF) Borderô (CBF) Soccerway |                 | Estádio: Marcelo Portugal Público: 123 Renda: R$ 0,00 Árbitra: MG Francielly Fernanda Lima de Castro |  |

| 19 de março Jogo 13 | Real Brasília | 0 – 2                                   | Ferroviária            | Brasília                                                                     |  |
| 15:00               |               | Súmula (CBF) Borderô (CBF) ge Soccerway | Lelê 32' · Neném 90+4' | Estádio: Defelê Público: 25 Renda: R$ 175,00 Árbitra: RJ Luciana Mafra Leite |  |

| 19 de março Jogo 11 | Flamengo      | 1 – 2                                   | Cruzeiro                         | Rio de Janeiro                                                          |  |
| 21:30               | Crivelari 60' | Súmula (CBF) Borderô (CBF) ge Soccerway | Maii Maii 8' · Byanca Brasil 49' | Estádio: Luso-Brasileiro Renda: R$ 0,00 Árbitra: SP Daiane Muniz (FIFA) |  |

| 20 de março Jogo 15 | Red Bull Bragantino | 2 – 2                                   | Palmeiras                   | Santana de Parnaíba                                                                           |  |
| 15:00               | Lais 12', 41'       | Súmula (CBF) Borderô (CBF) ge Soccerway | Amanda Gutierres 90', 90+8' | Estádio: Gabriel Marques Silva Público: 190 Renda: R$ 0,00 Árbitra: PE Deborah Cecilia (FIFA) |  |

| 20 de março Jogo 14 | Atlético Mineiro | 1 – 3                                   | Santos                                       | Nova Lima                                                                               |  |
| 18:00               | Anny 23' (pen.)  | Súmula (CBF) Borderô (CBF) ge Soccerway | Aldana 50' · Milagros 71' · Carol Baiana 88' | Estádio: Castor Cifuentes Público: 80 Renda: R$ 0,00 Árbitra: SE Thayslane Costa (FIFA) |  |

| 20 de março Jogo 12 | Internacional | 1 – 1                                   | Fluminense        | Porto Alegre                                                                                                  |  |
| 20:30               | Leticia 1'    | Súmula (CBF) Borderô (CBF) ge Soccerway | Camila Pini 45+1' | Estádio: SESC Protásio Alves Público: 291 Renda: R$ 2 910,00 Árbitra: SP Fernanda dos Santos Ignacio de Souza |  |

| 21 de março Jogo 16 | Botafogo | 0 – 2                                | Grêmio                     | Rio de Janeiro                                                           |  |
| 15:00               |          | Súmula (CBF) Borderô (CBF) Soccerway | Brito 69' · Giovaninha 84' | Estádio: Nilton Santos Renda: R$ 0,00 Árbitra: DF Cassia Franca de Souza |  |

| 21 de março Jogo 9 | Corinthians                                            | 4 – 1                                | América Mineiro | São Paulo                                                                                      |  |
| 19:30              | Duda Sampaio 2' · Yaya 39' · Mariza 50' · Tarciane 61' | Súmula (CBF) Borderô (CBF) Soccerway | Evelyn 1'       | Estádio: Parque São Jorge Público: 4 775 Renda: R$ 73 715,00 Árbitra: SC Charly Deretti (FIFA) |  |

#### Terceira rodada
| 22 de março Jogo 17 | São Paulo   | 1 – 1                                   | Ferroviária | Cotia                                                                                      |  |
| 19:00               | Mariana 79' | Súmula (CBF) Borderô (CBF) ge Soccerway | Mica 67'    | Estádio: Marcelo Portugal Público: 183 Renda: R$ 0,00 Árbitra: RJ Jenifer Alves de Freitas |  |

| 23 de março Jogo 22 | Real Brasília | 1 – 0                                | Avaí/Kindermann | Brasília                                                                               |  |
| 15:00               | Luciana 33'   | Súmula (CBF) Borderô (CBF) Soccerway |                 | Estádio: Defelê Público: 25 Renda: R$ 175,00 Árbitra: AP Daniele Bulhosa do Nascimento |  |

| 23 de março Jogo 20 | Cruzeiro                          | 3 – 1                                   | Internacional       | Nova Lima                                                                                                |  |
| 16:30               | Celsa 6', 17' · Byanca Brasil 31' | Súmula (CBF) Borderô (CBF) ge Soccerway | Priscila 73' (pen.) | Estádio: Castor Cifuentes Público: 444 Renda: R$ 1 915,00 Árbitra: PB Ruthyanna Camila Medeiros da Silva |  |

| 24 de março Jogo 18 | Palmeiras | 0 – 2                                   | Botafogo                    | Jundiaí                                                                          |  |
| 10:00               |           | Súmula (CBF) Borderô (CBF) ge Soccerway | Kewllen 66' · Itacaré 90+5' | Estádio: Jayme Cintra Público: 477 Renda: R$ 5 945,00 Árbitra: CE Ingrede Santos |  |

| 24 de março Jogo 21 | Grêmio                         | 3 – 2                                | Fluminense                 | Eldorado do Sul                                                                                |  |
| 15:00               | Caty 8' · Day 36' · Cassia 38' | Súmula (CBF) Borderô (CBF) Soccerway | Gislaine 53' · Annaysa 63' | Estádio: Airton Ferreira da Silva Público: 75 Renda: R$ 375,00 Árbitra: SP Adeli Mara Monteiro |  |

| 24 de março Jogo 24 | América Mineiro                         | 2 – 1                                   | Santos      | Contagem                                                                      |  |
| 15:00               | Ana Carolina 86' (pen.) · Valeria 90+3' | Súmula (CBF) Borderô (CBF) ge Soccerway | Janaina 61' | Estádio: Gregorão Público: 182 Renda: R$ 490,00 Árbitra: SC Jaqueline Blasius |  |

| 25 de março Jogo 23 | Red Bull Bragantino                        | 2 – 1                                   | Atlético Mineiro | Santana de Parnaíba                                                                     |  |
| 15:00               | Leticia Teles 40' · Stellamarys 52' (pen.) | Súmula (CBF) Borderô (CBF) ge Soccerway | Anny 54'         | Estádio: Gabriel Marques Silva Público: 53 Renda: R$ 0,00 Árbitra: BA Jady Jesus Caldas |  |

| 25 de março Jogo 19 | Flamengo                    | 2 – 3                                   | Corinthians                                         | Rio de Janeiro                                                                          |  |
| 20:00               | Darlene 21' · Gláucia 90+4' | Súmula (CBF) Borderô (CBF) ge Soccerway | Mariza 38' · Millene 78' (pen.) · Gabi Portilho 87' | Estádio: Luso-Brasileiro Público: 0 Renda: R$ 0,00 Árbitra: PA Gleika Oliveira Pinheiro |  |

#### Quarta rodada
| 27 de março Jogo 29 | Avaí/Kindermann | 1 – 3                                | América Mineiro                                                 | Caçador                                                                                          |  |
| 15:00               | Raquel 53'      | Súmula (CBF) Borderô (CBF) Soccerway | Evelyn 14' (pen.) · Hingredy 60' (pen.) · Fany Gauto 88' (pen.) | Estádio: Carlos Alberto Costa Neves Público: 73 Renda: R$ 570,00 Árbitra: SP Daiane Muniz (FIFA) |  |

| 28 de março Jogo 32 | Botafogo | 0 – 0                                | Real Brasília | Rio de Janeiro                                                                      |  |
| 15:00               |          | Súmula (CBF) Borderô (CBF) Soccerway |               | Estádio: Nilton Santos Público: 0 Renda: R$ 0,00 Árbitra: PE Deborah Cecilia (FIFA) |  |

| 28 de março Jogo 28 | Grêmio              | 1 – 2                                   | Palmeiras                         | Eldorado do Sul                                                                                |  |
| 15:00               | Patricia 68' (g.c.) | Súmula (CBF) Borderô (CBF) ge Soccerway | Fernanda 25' · Tainá Maranhão 57' | Estádio: Airton Ferreira da Silva Público: 37 Renda: R$ 185,00 Árbitra: RJ Luciana Mafra Leite |  |

| 29 de março Jogo 26 | Ferroviária | 1 – 0                                   | Cruzeiro | Araraquara                                                                                |  |
| 16:00               | Mica 58'    | Súmula (CBF) Borderô (CBF) ge Soccerway |          | Estádio: Fonte Luminosa Público: 331 Renda: R$ 3 035,00 Árbitra: SC Charly Deretti (FIFA) |  |

| 29 de março Jogo 30 | Atlético Mineiro     | 2 – 3                                   | Flamengo                | Nova Lima                                                                                |  |
| 18:00               | Jó 60' · Glaucia 73' | Súmula (CBF) Borderô (CBF) ge Soccerway | Cristiane 48', 52', 68' | Estádio: Castor Cifuentes Público: 350 Renda: R$ 0,00 Árbitra: SP Marianna Nanni Batalha |  |

| 29 de março Jogo 31 | Fluminense | 0 – 2                                | São Paulo           | Rio de Janeiro                                                                                    |  |
| 19:00               |            | Súmula (CBF) Borderô (CBF) Soccerway | Mimi 30' · Duda 70' | Estádio: Luso-Brasileiro Público: 0 Renda: R$ 0,00 Árbitra: PR Maria Luiza Brandellero dos Santos |  |

| 29 de março Jogo 27 | Santos | 0 – 2                                | Red Bull Bragantino           | Santos                                                                                   |  |
| 19:00               |        | Súmula (CBF) Borderô (CBF) Soccerway | Lais 5' · Catalina Ongaro 79' | Estádio: Vila Belmiro Público: 1 772 Renda: R$ 0,00 Árbitra: SC Tainan Bordignon Somensi |  |

| 29 de março Jogo 25 | Corinthians                                           | 3 – 0                                   | Internacional | São Paulo |  |
| 21:30               | Duda Sampaio 38' · Yasmim 84' · Vic Albuquerque 90+5' | Súmula (CBF) Borderô (CBF) ge Soccerway |               | Estádio: Neo Química Arena Público: 1 830 Renda: R$ 246 769,50 Árbitra: MG Francielly Fernanda Lima de Castro |  |

#### Quinta rodada
| 12 de abril Jogo 36 | Palmeiras                                                  | 4 – 0                                   | Avaí/Kindermann | Jundiaí                                                                                  |  |
| 20:00               | Amanda Gutierres 21' · Bianca Gomes 28' · Letícia 32', 55' | Súmula (CBF) Borderô (CBF) ge Soccerway |                 | Estádio: Jayme Cintra Público: 400 Renda: R$ 4 255,00 Árbitra: DF Cassia Franca de Souza |  |

| 12 de abril Jogo 34 | Santos     | 1 – 3                                   | Corinthians                             | Santos                                                                                              |  |
| 20:30               | Ketlen 14' | Súmula (CBF) Borderô (CBF) ge Soccerway | Vic Albuquerque 3' · Tamires 79', 90+2' | Estádio: Vila Belmiro Público: 1 335 Renda: R$ 10 705,00 Árbitra: MG Andreza Helena Siqueira (FIFA) |  |

| 13 de abril Jogo 40 | América Mineiro                                                    | 6 – 0                                   | Atlético Mineiro | Contagem                                                                                |  |
| 15:00               | Soraya 4', 47' · Mai 28' · Evelyn 49' · Valeria 72' · Thayna 90+5' | Súmula (CBF) Borderô (CBF) ge Soccerway |                  | Estádio: Gregorão Público: 242 Renda: R$ 775,00 Árbitra: ES Vanessa de Souza Guijansque |  |

| 13 de abril Jogo 39 | Cruzeiro       | 1 – 1                                   | Real Brasília | Nova Lima                                                                            |  |
| 16:00               | Luaninha 45+1' | Súmula (CBF) Borderô (CBF) ge Soccerway | Juliana 54'   | Estádio: Castor Cifuentes Público: 595 Renda: R$ 1 570,00 Árbitra: CE Ingrede Santos |  |

| 14 de abril Jogo 35 | São Paulo                                  | 3 – 0                                | Botafogo | Cotia                                                                               |  |
| 15:00               | Mariana 15' · Ariel 22' · Rafa Mineira 54' | Súmula (CBF) Borderô (CBF) Soccerway |          | Estádio: Marcelo Portugal Público: 211 Renda: R$ 0,00 Árbitra: SC Jaqueline Blasius |  |

| 14 de abril Jogo 33 | Ferroviária                 | 2 – 1                                   | Fluminense | Araraquara                                                                            |  |
| 16:00               | Fernanda 79' · Patricia 89' | Súmula (CBF) Borderô (CBF) ge Soccerway | Ana 56'    | Estádio: Fonte Luminosa Público: 497 Renda: R$ 4 575,00 Árbitra: BA Jady Jesus Caldas |  |

| 15 de abril Jogo 37 | Flamengo                             | 2 – 2                                | Red Bull Bragantino       | Rio de Janeiro                                              |  |
| 15:00               | Jucinara 4' · Cristiane 90+2' (pen.) | Súmula (CBF) Borderô (CBF) Soccerway | Thayslane 31' · Pauli 48' | Estádio: Gávea Renda: R$ 0,00 Árbitra: RS Andressa Hartmann |  |

| 15 de abril Jogo 38 | Internacional | 0 – 2                                   | Grêmio                | Porto Alegre                                                                                 |  |
| 20:00               |               | Súmula (CBF) Borderô (CBF) ge Soccerway | Ludmila 20' · Day 82' | Estádio: SESC Protásio Alves Público: 473 Renda: R$ 4 730,00 Árbitra: RJ Rejane Silva (FIFA) |  |

#### Sexta rodada
| 19 de abril Jogo 42 | Palmeiras                                 | 2 – 0                                   | América Mineiro | Jundiaí                                                                                    |  |
| 20:00               | Amanda Gutierres 84' · Tainá Maranhão 86' | Súmula (CBF) Borderô (CBF) ge Soccerway |                 | Estádio: Jayme Cintra Público: 332 Renda: R$ 2 770,00 Árbitra: SC Tainan Bordignon Somensi |  |

| 20 de abril Jogo 48 | Fluminense | 0 – 0                                | Botafogo | Duque de Caxias                                                                             |  |
| 15:00               |            | Súmula (CBF) Borderô (CBF) Soccerway |          | Estádio: Vale das Laranjeiras Renda: R$ 0,00 Árbitra: MG Francielly Fernanda Lima de Castro |  |

| 20 de abril Jogo 45 | Real Brasília | 1 – 0                                | São Paulo | Brasília                                                                               |  |
| 15:00               | Petra 41'     | Súmula (CBF) Borderô (CBF) Soccerway |           | Estádio: Defelê Público: 135 Renda: R$ 1 380,00 Árbitra: RR Eliane Nogueira dos Santos |  |

| 20 de abril Jogo 44 | Avaí/Kindermann | 1 – 3                                | Santos                                     | Caçador |  |
| 15:00               | Lourdes 68'     | Súmula (CBF) Borderô (CBF) Soccerway | Carol Baiana 21' · Ketlen 33' · Camila 89' | Estádio: Carlos Alberto Costa Neves Público: 201 Renda: R$ 1 810,00 Árbitra: AP Daniele Bulhosa do Nascimento |  |

| 21 de abril Jogo 43 | Internacional   | 1 – 1                                | Flamengo  | Alvorada                                                                                         |  |
| 10:30               | Tamara Bolt 54' | Súmula (CBF) Borderô (CBF) Soccerway | Djeni 38' | Estádio: Morada dos Quero-Queros Público: 257 Renda: R$ 2 570,00 Árbitra: SP Adeli Mara Monteiro |  |

| 21 de abril Jogo 46 | Atlético Mineiro | 0 – 4                                   | Cruzeiro                                      | Belo Horizonte                                                               |  |
| 15:00               |                  | Súmula (CBF) Borderô (CBF) ge Soccerway | Byanca Brasil 9', 68', 70' · Rafa Andrade 13' | Estádio: SESC Venda Nova Renda: R$ 0,00 Árbitra: RJ Jenifer Alves de Freitas |  |

| 22 de abril Jogo 47 | Red Bull Bragantino | 1 – 0                                | Grêmio | Santana de Parnaíba                                                                                                 |  |
| 17:00               | Isa 86'             | Súmula (CBF) Borderô (CBF) Soccerway |        | Estádio: Gabriel Marques Silva Público: 82 Renda: R$ 0,00 Árbitra: CE Elizabete Esmeralda Cordeiro dos Santos Gomes |  |

| 22 de abril Jogo 41 | Corinthians | 0 – 0                                   | Ferroviária | São Paulo |  |
| 19:00               |             | Súmula (CBF) Borderô (CBF) ge Soccerway |             | Estádio: Neo Química Arena Público: 10 190 Renda: R$ 189 560,30 Árbitra: PB Ruthyanna Camila Medeiros da Silva |  |

#### Sétima rodada
| 27 de abril Jogo 54 | Grêmio                                                                          | 6 – 0                                | Avaí/Kindermann | Eldorado do Sul                                                                                      |  |
| 12:00               | Ludmila 12' · Cassia 33', 77' · Luana 60' · Caty 66' · Manu Balbinot 75' (pen.) | Súmula (CBF) Borderô (CBF) Soccerway |                 | Estádio: Airton Ferreira da Silva Público: 189 Renda: R$ 945,00 Árbitra: MA Gisele Ferreira da Silva |  |

| 27 de abril Jogo 55 | Real Brasília | 1 – 1                                | Internacional | Brasília                                                                    |  |
| 15:00               | Kathleen 15'  | Súmula (CBF) Borderô (CBF) Soccerway | Chu 74'       | Estádio: Defelê Público: 140 Renda: R$ 650,00 Árbitra: BA Jady Jesus Caldas |  |

| 27 de abril Jogo 56 | Botafogo   | 1 – 1                                   | Atlético Mineiro | Rio de Janeiro                                                                         |  |
| 15:00               | Mayara 52' | Súmula (CBF) Borderô (CBF) ge Soccerway | Maria 72'        | Estádio: Nilton Santos Renda: R$ 0,00 Árbitra: SP Fernanda dos Santos Ignacio de Souza |  |

| 27 de abril Jogo 53 | Cruzeiro  | 1 – 3                                   | América Mineiro                     | Nova Lima                                                                                              |  |
| 16:00               | Celsa 12' | Súmula (CBF) Borderô (CBF) ge Soccerway | Evelyn 27' · Sabrina 42' · Iara 46' | Estádio: Castor Cifuentes Público: 881 Renda: R$ 3 240,00 Árbitra: RN Mariana Regina de Paiva Oliveira |  |

| 28 de abril Jogo 49 | Corinthians                                             | 5 – 0                                   | Fluminense | São Paulo                                                                                         |  |
| 11:00               | Érika 3', 16' · Duda Sampaio 25', 90+2' · Jheniffer 40' | Súmula (CBF) Borderô (CBF) ge Soccerway |            | Estádio: Parque São Jorge Público: 5 301 Renda: R$ 88 661,00 Árbitra: PA Gleika Oliveira Pinheiro |  |

| 28 de abril Jogo 51 | São Paulo             | 2 – 1                                   | Red Bull Bragantino | Cotia                                                                                 |  |
| 15:00               | Duda 8' · Leticia 44' | Súmula (CBF) Borderô (CBF) ge Soccerway | Leticia Teles 23'   | Estádio: Marcelo Portugal Público: 270 Renda: R$ 0,00 Árbitra: RJ Rejane Silva (FIFA) |  |

| 28 de abril Jogo 50 | Ferroviária             | 2 – 1                                   | Palmeiras                   | Araraquara                                                                                     |  |
| 16:00               | Mica 49' · Barrinha 61' | Súmula (CBF) Borderô (CBF) ge Soccerway | Amanda Gutierres 33' (pen.) | Estádio: Fonte Luminosa Público: 826 Renda: R$ 8 065,00 Árbitra: RR Eliane Nogueira dos Santos |  |

| 29 de abril Jogo 52 | Flamengo                                                                                   | 7 – 0                                   | Santos | Rio de Janeiro                                                                                    |  |
| 15:00               | Cristiane 7', 32' · Camila 26' (g.c.) · Gláucia 64' · Naná 68' · Laysa 75' · Isadora 90+1' | Súmula (CBF) Borderô (CBF) ge Soccerway |        | Estádio: Luso-Brasileiro Renda: R$ 0,00 Árbitra: CE Elizabete Esmeralda Cordeiro dos Santos Gomes |  |

#### Oitava rodada
| 1 de maio Jogo 59 | Palmeiras                            | 3 – 1                                   | Real Brasília | Jundiaí                                                                                       |  |
| 10:00             | Amanda Gutierres 36', 68' · Lais 55' | Súmula (CBF) Borderô (CBF) ge Soccerway | Juliana 90+4' | Estádio: Jayme Cintra Público: 833 Renda: R$ 9 460,00 Árbitra: ES Vanessa de Souza Guijansque |  |

| 1 de maio Jogo 62 | Avaí/Kindermann    | 1 – 1                                | Cruzeiro    | Caçador                                                                                             |  |
| 15:00             | Raquel Beatriz 87' | Súmula (CBF) Borderô (CBF) Soccerway | Marilia 76' | Estádio: Carlos Alberto Costa Neves Público: 147 Renda: R$ 1 100,00 Árbitra: SP Adeli Mara Monteiro |  |

| 1 de maio Jogo 57 | Ferroviária                           | 2 – 1                                   | Grêmio | Araraquara                                                                            |  |
| 16:00             | Duda Santos 39' (pen.) · Patricia 53' | Súmula (CBF) Borderô (CBF) ge Soccerway | Day 7' | Estádio: Fonte Luminosa Público: 705 Renda: R$ 4 135,00 Árbitra: SC Jaqueline Blasius |  |

| 1 de maio Jogo 63 | Atlético Mineiro | 1 – 3                                   | Corinthians                                | Belo Horizonte                                                                         |  |
| 16:30             | Anny 90+1'       | Súmula (CBF) Borderô (CBF) ge Soccerway | Vic Albuquerque 56', 59' · Fernandinha 69' | Estádio: SESC Venda Nova Renda: R$ 0,00 Árbitra: PR Maria Luiza Brandellero dos Santos |  |

| 2 de maio Jogo 60 | Flamengo                                       | 3 – 2                                   | Botafogo               | Rio de Janeiro                                                             |  |
| 15:00             | Jucinara 11' · Gisseli 26' · Fabi Simões 90+1' | Súmula (CBF) Borderô (CBF) ge Soccerway | Itacaré 6' · Kelen 56' | Estádio: Luso-Brasileiro Renda: R$ 0,00 Árbitra: SP Marianna Nanni Batalha |  |

| 2 de maio Jogo 64 | América Mineiro | 1 – 1                                   | Red Bull Bragantino | Contagem                                                                  |  |
| 15:00             | Hingredy 58'    | Súmula (CBF) Borderô (CBF) ge Soccerway | Karol 51'           | Estádio: Gregorão Público: 69 Renda: R$ 110,00 Árbitra: CE Ingrede Santos |  |

| 2 de maio Jogo 58 | Santos | 0 – 1                                | Fluminense | Santos                                                                                           |  |
| 19:00             |        | Súmula (CBF) Borderô (CBF) Soccerway | Milena 90' | Estádio: Vila Belmiro Público: 139 Renda: R$ 945,00 Árbitra: RN Mariana Regina de Paiva Oliveira |  |

| 23 de junho Jogo 61 | Internacional | 1 – 2                  | São Paulo                 | Porto Alegre                                                      |  |
| 11:00               | Priscila 2'   | Súmula (CBF) Soccerway | Maressa 55' · Jessica 61' | Estádio: SESC Protásio Alves Árbitra: RJ Jenifer Alves de Freitas |  |

#### Nona rodada
| 5 de maio Jogo 66 | São Paulo                                                     | 6 – 0                                | Atlético Mineiro | Cotia                                                                                 |  |
| 15:00             | Bia 10', 57' · Larissa 15', 82' (pen.) · Duda 21' · Isa 90+1' | Súmula (CBF) Borderô (CBF) Soccerway |                  | Estádio: Marcelo Portugal Público: 152 Renda: R$ 0,00 Árbitra: RJ Luciana Mafra Leite |  |

| 5 de maio Jogo 69 | Red Bull Bragantino | 1 – 0                                | Real Brasília | Santana de Parnaíba                                                                                  |  |
| 17:00             | Catalina Ongaro 50' | Súmula (CBF) Borderô (CBF) Soccerway |               | Estádio: Gabriel Marques Silva Público: 85 Renda: R$ 0,00 Árbitra: MG Andreza Helena Siqueira (FIFA) |  |

| 6 de maio Jogo 71 | Botafogo | 0 – 2                                   | Corinthians                       | Rio de Janeiro                                                           |  |
| 16:30             |          | Súmula (CBF) Borderô (CBF) ge Soccerway | Jheniffer 68' · Fernandinha 90+2' | Estádio: Nilton Santos Renda: R$ 0,00 Árbitra: DF Cassia Franca de Souza |  |

| 6 de maio Jogo 68 | Cruzeiro          | 1 – 2                                   | Palmeiras              | Nova Lima                                                                                        |  |
| 19:00             | Byanca Brasil 17' | Súmula (CBF) Borderô (CBF) ge Soccerway | Poliana 13' · Lais 57' | Estádio: Castor Cifuentes Público: 628 Renda: R$ 1 465,00 Árbitra: RR Eliane Nogueira dos Santos |  |

| 6 de maio Jogo 72 | América Mineiro   | 1 – 2                                   | Flamengo           | Belo Horizonte                                                                              |  |
| 21:00             | Soraya 44' (pen.) | Súmula (CBF) Borderô (CBF) ge Soccerway | Cristiane 38', 54' | Estádio: Independência Público: 476 Renda: R$ 2 650,00 Árbitra: MA Gisele Ferreira da Silva |  |

| 7 de maio Jogo 70 | Fluminense     | 1 – 0                                | Avaí/Kindermann | Duque de Caxias                                                                               |  |
| 15:00             | Ana 16' (pen.) | Súmula (CBF) Borderô (CBF) Soccerway |                 | Estádio: Vale das Laranjeiras Renda: R$ 0,00 Árbitra: SP Fernanda dos Santos Ignacio de Souza |  |

| 23 de junho Jogo 65 | Santos                             | 2 – 0                  | Grêmio | Santos                                              |  |
| 18:00               | Sole Jaimes 18' · Carol Baiana 86' | Súmula (CBF) Soccerway |        | Estádio: Vila Belmiro Árbitra: BA Jady Jesus Caldas |  |

| 27 de junho Jogo 67 | Internacional | 1 – 1     | Ferroviária | Porto Alegre                 |  |
| 15:00               |               | Soccerway |             | Estádio: SESC Protásio Alves |  |

#### Décima rodada
| 11 de maio Jogo 79 | Real Brasília                | 3 – 1                                | Atlético Mineiro | Brasília                                                                                               |  |
| 15:00              | Juliana 23' · Maria 43', 47' | Súmula (CBF) Borderô (CBF) Soccerway | Ju Pacheco 33'   | Estádio: Defelê Público: 49 Renda: R$ 450,00 Árbitra: CE Elizabete Esmeralda Cordeiro dos Santos Gomes |  |

| 11 de maio Jogo 74 | Palmeiras                                                                           | 6 – 0                                   | Santos | Jundiaí                                                                               |  |
| 15:00              | Amanda Gutierres 30', 40', 46' (pen.) · Letícia 36' · Juju 38' · Tainá Maranhão 90' | Súmula (CBF) Borderô (CBF) ge Soccerway |        | Estádio: Jayme Cintra Público: 374 Renda: R$ 4 005,00 Árbitra: RJ Rejane Silva (FIFA) |  |

| 11 de maio Jogo 80 | Red Bull Bragantino | 0 – 1                                | Ferroviária            | Santana de Parnaíba                                                                          |  |
| 17:00              |                     | Súmula (CBF) Borderô (CBF) Soccerway | Duda Santos 78' (pen.) | Estádio: Gabriel Marques Silva Público: 80 Renda: R$ 0,00 Árbitra: SE Thayslane Costa (FIFA) |  |

| 11 de maio Jogo 76 | Cruzeiro                                  | 3 – 0                                   | Botafogo | Nova Lima                                                                                 |  |
| 21:00              | Vanessinha 27' · Celsa 45' · Rebeca 90+1' | Súmula (CBF) Borderô (CBF) ge Soccerway |          | Estádio: Castor Cifuentes Público: 567 Renda: R$ 1 525,00 Árbitra: SP Daiane Muniz (FIFA) |  |

| 12 de maio Jogo 73 | Corinthians                                              | 3 – 2                                   | São Paulo             | São Paulo                                                                                                  |  |
| 11:00              | Jheniffer 14' · Vic Albuquerque 90+3' · Jaqueline 90+10' | Súmula (CBF) Borderô (CBF) ge Soccerway | Mariana 50' · Bia 64' | Estádio: Neo Química Arena Público: 12 222 Renda: R$ 261 476,70 Árbitra: MG Andreza Helena Siqueira (FIFA) |  |

| 13 de maio Jogo 75 | Flamengo                          | 3 – 1                                   | Fluminense | Rio de Janeiro                                                             |  |
| 16:00              | Gisseli 2' · Cristiane 40', 90+3' | Súmula (CBF) Borderô (CBF) ge Soccerway | Carol 89'  | Estádio: Luso-Brasileiro Renda: R$ 0,00 Árbitra: PE Deborah Cecilia (FIFA) |  |

| 11 de junho Jogo 77 | Grêmio     | 1 – 1                                   | América Mineiro   | Porto Alegre                                                                                             |  |
| 15:00               | Cassia 26' | Súmula (CBF) Borderô (CBF) ge Soccerway | Evelyn 54' (pen.) | Estádio: SESC Protásio Alves Público: 43 Renda: R$ 215,00 Árbitra: PB Ruthyanna Camila Medeiros da Silva |  |

| 13 de junho Jogo 78 | Avaí/Kindermann | 0 – 1                                | Internacional | Caçador |  |
| 15:00               |                 | Súmula (CBF) Borderô (CBF) Soccerway | Priscila 86'  | Estádio: Carlos Alberto Costa Neves Público: 101 Renda: R$ 810,00 Árbitra: PR Maria Luiza Brandellero dos Santos |  |

#### Décima primeira rodada
| 17 de maio Jogo 88 | Botafogo                                | 3 – 1                                | Avaí/Kindermann | Rio de Janeiro                                                          |  |
| 15:00              | Nath Fabem 3' · Mayara 19' · Driely 67' | Súmula (CBF) Borderô (CBF) Soccerway | Ramona 33'      | Estádio: Nilton Santos Renda: R$ 0,00 Árbitra: PA Suanny Aires de Sousa |  |

| 17 de maio Jogo 83 | Santos          | 1 – 3                                | Cruzeiro                               | Santos                                                                   |  |
| 19:00              | Karla Alves 65' | Súmula (CBF) Borderô (CBF) Soccerway | Vanessinha 24', 67' · Rafa Andrade 38' | Estádio: Vila Belmiro Renda: R$ 0,00 Árbitra: PR Lais Aparecida Zavoiski |  |

| 18 de maio Jogo 81 | Corinthians         | 1 – 0                                         | Real Brasília | São Paulo                                               |  |
| 11:00              | Vic Albuquerque 81' | Súmula (CBF) [sem Borderô (CBF)] -->Soccerway |               | Estádio: Parque São Jorge Árbitra: RS Andressa Hartmann |  |

| 19 de maio Jogo 82 | Ferroviária                 | 2 – 0                                   | América Mineiro | Araraquara                                                                               |  |
| 18:30              | Luana 38' · Duda Santos 53' | Súmula (CBF) Borderô (CBF) ge Soccerway |                 | Estádio: Fonte Luminosa Público: 540 Renda: R$ 0,00 Árbitra: RJ Jenifer Alves de Freitas |  |

| 20 de maio Jogo 87 | Fluminense            | 2 – 0                                   | Palmeiras | Rio de Janeiro                                                               |  |
| 17:30              | Sorriso 37' · Ana 47' | Súmula (CBF) Borderô (CBF) ge Soccerway |           | Estádio: Luso-Brasileiro Renda: R$ 0,00 Árbitra: SC Tainan Bordignon Somensi |  |

| 20 de maio Jogo 84 | São Paulo                     | 2 – 1                                   | Flamengo    | Cotia                                                                                    |  |
| 20:00              | Camila 55' (pen.) · Ariel 78' | Súmula (CBF) Borderô (CBF) ge Soccerway | Gláucia 12' | Estádio: Marcelo Portugal Público: 180 Renda: R$ 0,00 Árbitra: DF Cassia Franca de Souza |  |

| 27 de junho Jogo 86 | Atlético Mineiro | 1 – 2     | Grêmio | Contagem          |  |
| 15:00               |                  | Soccerway |        | Estádio: Gregorão |  |

| 1 de julho Jogo 85 | Internacional | 1 – 0     | Red Bull Bragantino | Porto Alegre                 |  |
| 15:00              |               | Soccerway |                     | Estádio: SESC Protásio Alves |  |

#### Décima segunda rodada
| 7 de junho Jogo 91 | Flamengo    | 1 – 1                                   | Grêmio   | Rio de Janeiro                                                             |  |
| 21:30              | Gláucia 46' | Súmula (CBF) Borderô (CBF) ge Soccerway | Tayla 7' | Estádio: Luso-Brasileiro Renda: R$ 0,00 Árbitra: PE Deborah Cecilia (FIFA) |  |

| 8 de junho Jogo 94 | Avaí/Kindermann | 0 – 0                                   | Ferroviária | Caçador                                                                                             |  |
| 15:00              |                 | Súmula (CBF) Borderô (CBF) ge Soccerway |             | Estádio: Carlos Alberto Costa Neves Público: 103 Renda: R$ 840,00 Árbitra: MS Karina Carvalho Rocha |  |

| 8 de junho Jogo 96 | América Mineiro         | 2 – 0                                | Real Brasília | Contagem                                                                        |  |
| 15:00              | Iara 51' · Soraya 90+3' | Súmula (CBF) Borderô (CBF) Soccerway |               | Estádio: Gregorão Público: 136 Renda: R$ 330,00 Árbitra: RJ Rejane Silva (FIFA) |  |

| 8 de junho Jogo 89 | Santos | 0 – 4                                | São Paulo                                                   | Santos                                                                              |  |
| 17:00              |        | Súmula (CBF) Borderô (CBF) Soccerway | Milene 13' · Rafa Mineira 38' · Leticia 54' · Eduarda 72' · | Estádio: Ulrico Mursa Público: 453 Renda: R$ 0,00 Árbitra: PA Suanny Aires de Sousa |  |

| 9 de junho Jogo 92 | Internacional                                           | 4 – 0                                | Atlético Mineiro | Porto Alegre                                                                                     |  |
| 15:00              | Leticia 14', 28' · Tamara Bolt 38' · Belen Aquino 45+1' | Súmula (CBF) Borderô (CBF) Soccerway |                  | Estádio: SESC Protásio Alves Público: 277 Renda: R$ 2 770,00 Árbitra: PR Lais Aparecida Zavoiski |  |

| 9 de junho Jogo 93 | Cruzeiro                   | 2 – 0                                   | Fluminense | Contagem                                                                               |  |
| 15:00              | Mari Pires 30' · Celsa 34' | Súmula (CBF) Borderô (CBF) ge Soccerway |            | Estádio: Gregorão Público: 960 Renda: R$ 4 100,00 Árbitra: MA Gisele Ferreira da Silva |  |

| 9 de junho Jogo 95 | Red Bull Bragantino | 2 – 1                                | Botafogo       | Santana de Parnaíba                                                                              |  |
| 17:00              | Pauli 35', 47'      | Súmula (CBF) Borderô (CBF) Soccerway | Nath Fabem 42' | Estádio: Gabriel Marques Silva Público: 56 Renda: R$ 0,00 Árbitra: RR Eliane Nogueira dos Santos |  |

| 9 de junho Jogo 90 | Palmeiras | 0 – 1                                   | Corinthians   | Jundiaí                                                                                               |  |
| 18:30              |           | Súmula (CBF) Borderô (CBF) ge Soccerway | Jheniffer 58' | Estádio: Jayme Cintra Público: 881 Renda: R$ 14 985,00 Árbitra: MG Francielly Fernanda Lima de Castro |  |

#### Décima terceira rodada
| 15 de junho Jogo 98 | Ferroviária                | 2 – 0                                   | Santos | Jaú                                                                                              |  |
| 17:00               | Duda Santos 37' · Mica 63' | Súmula (CBF) Borderô (CBF) ge Soccerway |        | Estádio: Zezinho Magalhães Público: 138 Renda: R$ 0,00 Árbitra: AP Daniele Bulhosa do Nascimento |  |

| 15 de junho Jogo 101 | Real Brasília            | 1 – 0                                | Flamengo | Gama                                                                              |  |
| 21:00                | Luciene Baião 12' (pen.) | Súmula (CBF) Borderô (CBF) Soccerway |          | Estádio: Bezerrão Público: 237 Renda: R$ 3 750,00 Árbitra: SP Adeli Mara Monteiro |  |

| 16 de junho Jogo 100 | Grêmio         | 1 – 0                                   | Cruzeiro | Porto Alegre                                                                              |  |
| 15:00                | Giovaninha 74' | Súmula (CBF) Borderô (CBF) ge Soccerway |          | Estádio: SESC Protásio Alves Público: 25 Renda: R$ 125,00 Árbitra: RJ Luciana Mafra Leite |  |

| 16 de junho Jogo 102 | Atlético Mineiro | 1 – 2                                | Avaí/Kindermann            | Contagem                                                                                |  |
| 15:00                | Thamirys 65'     | Súmula (CBF) Borderô (CBF) Soccerway | Lourdes 12' · Michelle 80' | Estádio: Gregorão Público: 168 Renda: R$ 345,00 Árbitra: ES Vanessa de Souza Guijansque |  |

| 17 de junho Jogo 103 | Fluminense     | 1 – 0                                   | América Mineiro | Duque de Caxias                                                            |  |
| 15:00                | Ana 50' (pen.) | Súmula (CBF) Borderô (CBF) ge Soccerway |                 | Estádio: Vale das Laranjeiras Renda: R$ 0,00 Árbitra: SC Jaqueline Blasius |  |

| 17 de junho Jogo 104 | Botafogo | 0 – 3                                | Internacional                                 | Rio de Janeiro                                                                  |  |
| 15:00                |          | Súmula (CBF) Borderô (CBF) Soccerway | Tamara Bolt 5' · Leticia 48' · Priscila 90+7' | Estádio: Ronaldo Luis Nazário de Lima Renda: R$ 0,00 Árbitra: CE Ingrede Santos |  |

| 17 de junho Jogo 99 | São Paulo | 1 – 5                                   | Palmeiras                                                             | Cotia                                                                               |  |
| 16:30               | Milene 1' | Súmula (CBF) Borderô (CBF) ge Soccerway | Diany 19' · Amanda Gutierres 27' · Tainá Maranhão 51', 53' · Juju 64' | Estádio: Marcelo Portugal Público: 135 Renda: R$ 0,00 Árbitra: RS Andressa Hartmann |  |

| 17 de junho Jogo 97 | Corinthians                                                | 4 – 2                                   | Red Bull Bragantino           | São Paulo                                                                                         |  |
| 19:00               | Vic Albuquerque 26', 38' · Eudimilla 54' (pen.) · Yaya 83' | Súmula (CBF) Borderô (CBF) ge Soccerway | Leticia Pires 81' · Pauli 90' | Estádio: Parque São Jorge Público: 4 472 Renda: R$ 67 400,00 Árbitra: PA Gleika Oliveira Pinheiro |  |

#### Décima quarta rodada
| 17 de agosto Jogo 108 | Cruzeiro | 7 – 2     | Corinthians | Nova Lima                 |  |
| 11:00                 |          | Soccerway |             | Estádio: Castor Cifuentes |  |

| 17 de agosto Jogo 110 | Avaí/Kindermann | 1 – 1     | Flamengo | Caçador                             |  |
| 15:00                 |                 | Soccerway |          | Estádio: Carlos Alberto Costa Neves |  |

| 17 de agosto Jogo 111 | Fluminense | 0 – 0     | Red Bull Bragantino | Duque de Caxias               |  |
| 15:00                 |            | Soccerway |                     | Estádio: Vale das Laranjeiras |  |

| 17 de agosto Jogo 105 | Ferroviária | 3 – 2     | Atlético Mineiro | Araraquara              |  |
| 16:00                 |             | Soccerway |                  | Estádio: Fonte Luminosa |  |

| 17 de agosto Jogo 109 | Grêmio | 2 – 0     | Real Brasília | Eldorado do Sul                   |  |
| 17:00                 |        | Soccerway |               | Estádio: Airton Ferreira da Silva |  |

| 18 de agosto Jogo 106 | Santos | 1 – 1     | Botafogo | Santos                |  |
| 11:00                 |        | Soccerway |          | Estádio: Vila Belmiro |  |

| 18 de agosto Jogo 107 | Palmeiras | 1 – 2     | Internacional | Jundiaí               |  |
| 11:00                 |           | Soccerway |               | Estádio: Jayme Cintra |  |

| 18 de agosto Jogo 112 | América Mineiro | 1 – 1     | São Paulo | Contagem          |  |
| 15:00                 |                 | Soccerway |           | Estádio: Gregorão |  |

#### Décima quinta rodada
| 21 de agosto Jogo 113 | Corinthians                              | 3 – 1                                   | Avaí/Kindermann | São Paulo                                                                                               |  |
| 15:00                 | Vic Albuquerque 30' · Jheniffer 81', 83' | Súmula (CBF) Borderô (CBF) ge Soccerway | Lourdes 2'      | Estádio: Parque São Jorge Público: 4 956 Renda: R$ 70 960,00 Árbitra: MG Andreza Helena Siqueira (FIFA) |  |

| 21 de agosto Jogo 114 | São Paulo                                          | 4 – 0                                   | Grêmio | Cotia                                                                                         |  |
| 15:00                 | Ariel 23' · Rafa Mineira 49' · Ana 58' · Isa 90+5' | Súmula (CBF) Borderô (CBF) ge Soccerway |        | Estádio: Marcelo Portugal Público: 135 Renda: R$ 0,00 Árbitra: ES Vanessa de Souza Guijansque |  |

| 21 de agosto Jogo 115 | Flamengo        | 1 – 0                                   | Ferroviária | Rio de Janeiro                                                         |  |
| 15:00                 | Crivelari 90+2' | Súmula (CBF) Borderô (CBF) ge Soccerway |             | Estádio: Luso-Brasileiro Público: 0 Árbitra: PE Deborah Cecilia (FIFA) |  |

| 21 de agosto Jogo 116 | Internacional                                                                   | 6 – 2                                | Santos                       | Porto Alegre                                                                               |  |
| 15:00                 | Priscila 30' · Leticia 36', 48' · Belen Aquino 53' · Zoio 77' · Tamara Bolt 87' | Súmula (CBF) Borderô (CBF) Soccerway | Carol Baiana 64' · Paola 78' | Estádio: SESC Protásio Alves Público: 199 Renda: R$ 1 990,00 Árbitra: SC Jaqueline Blasius |  |

| 21 de agosto Jogo 117 | Real Brasília | 1 – 1                                | Fluminense             | Brasília                                                                          |  |
| 15:00                 | Katyelle 1'   | Súmula (CBF) Borderô (CBF) Soccerway | Carla Nunes 51' (pen.) | Estádio: Defelê Público: 45 Renda: R$ 0,00 Árbitra: RR Eliane Nogueira dos Santos |  |

| 21 de agosto Jogo 118 | Atlético Mineiro | 0 – 4                                   | Palmeiras                                                        | Contagem                                                                         |  |
| 15:00                 |                  | Súmula (CBF) Borderô (CBF) ge Soccerway | Dudinha 6' · Lais 21' (pen.) · Letícia 38' (pen.) · Stefanie 60' | Estádio: Gregorão Público: 65 Renda: R$ 0,00 Árbitra: PR Lais Aparecida Zavoiski |  |

| 21 de agosto Jogo 119 | Red Bull Bragantino | 2 – 1     | Cruzeiro | Bragança Paulista        |  |
| 15:00                 |                     | Soccerway |          | Estádio: Nabi Abi Chedid |  |

| 21 de agosto Jogo 120 | Botafogo | 2 – 2     | América Mineiro | Rio de Janeiro                        |  |
| 15:00                 |          | Soccerway |                 | Estádio: Ronaldo Luis Nazário de Lima |  |

## Fase final

### Tabela
As equipes que estão em itálico possuem o mando de campo no primeiro jogo e em negrito as equipes classificadas.
|  | Quartas de final                                  | Quartas de final                                  | Quartas de final                                  | Quartas de final                                  |       |             | Semifinais                                    | Semifinais                                    | Semifinais                                    | Semifinais                                    |  |             | Final                                       | Final                                       | Final                                       | Final                                       |  |  |
|  | 24 a 26 de agosto (ida) 27 a 29 de agosto (volta) | 24 a 26 de agosto (ida) 27 a 29 de agosto (volta) | 24 a 26 de agosto (ida) 27 a 29 de agosto (volta) | 24 a 26 de agosto (ida) 27 a 29 de agosto (volta) |       |             | 1 e 2 de setembro (ida) 8 de setembro (volta) | 1 e 2 de setembro (ida) 8 de setembro (volta) | 1 e 2 de setembro (ida) 8 de setembro (volta) | 1 e 2 de setembro (ida) 8 de setembro (volta) |  |             | 15 de setembro (ida) 22 de setembro (volta) | 15 de setembro (ida) 22 de setembro (volta) | 15 de setembro (ida) 22 de setembro (volta) | 15 de setembro (ida) 22 de setembro (volta) |  |  |
|  |                                                   |                                                   |                                                   |                                                   |       |             |                                               |                                               |                                               |                                               |  |             |                                             |                                             |                                             |                                             |  |  |
|  | Corinthians                                       | 1                                                 | 1                                                 | 2                                                 |       |             |                                               |                                               |                                               |                                               |  |             |                                             |                                             |                                             |                                             |  |  |
|  | Red Bull Bragantino                               | 1                                                 | 0                                                 | 1                                                 |       |             |                                               |                                               |                                               |                                               |  |             |                                             |                                             |                                             |                                             |  |  |
|  | Red Bull Bragantino                               | 1                                                 | 0                                                 | 1                                                 |       | Corinthians | 3                                             | 1                                             | 4                                             |                                               |  |             |                                             |                                             |                                             |                                             |  |  |
|  |                                                   |                                                   |                                                   |                                                   |       | Corinthians | 3                                             | 1                                             | 4                                             |                                               |  |             |                                             |                                             |                                             |                                             |  |  |
|  |                                                   | Palmeiras                                         | 1                                                 | 2                                                 | 3     |             |                                               |                                               |                                               |                                               |  |             |                                             |                                             |                                             |                                             |  |  |
|  | Palmeiras                                         | Palmeiras                                         | 1                                                 | 2                                                 | 3     | 2           | 2                                             | 4                                             |                                               |                                               |  |             |                                             |                                             |                                             |                                             |  |  |
|  | Palmeiras                                         |                                                   |                                                   |                                                   |       | 2           | 2                                             | 4                                             |                                               |                                               |  |             |                                             |                                             |                                             |                                             |  |  |
|  | Cruzeiro                                          | 1                                                 | 2                                                 | 3                                                 |       |             |                                               |                                               |                                               |                                               |  |             |                                             |                                             |                                             |                                             |  |  |
|  | Cruzeiro                                          | 1                                                 | 2                                                 | 3                                                 |       |             |                                               |                                               |                                               |                                               |  | Corinthians | 3                                           | 2                                           | 5                                           |                                             |  |  |
|  |                                                   |                                                   |                                                   |                                                   |       |             |                                               |                                               |                                               |                                               |  | Corinthians | 3                                           | 2                                           | 5                                           |                                             |  |  |
|  |                                                   | São Paulo                                         | 1                                                 | 0                                                 | 1     |             |                                               |                                               |                                               |                                               |  |             |                                             |                                             |                                             |                                             |  |  |
|  | Ferroviária                                       | São Paulo                                         | 1                                                 | 0                                                 | 1     | 1           | 2                                             | 3                                             |                                               |                                               |  |             |                                             |                                             |                                             |                                             |  |  |
|  | Ferroviária                                       |                                                   |                                                   |                                                   |       | 1           | 2                                             | 3                                             |                                               |                                               |  |             |                                             |                                             |                                             |                                             |  |  |
|  | Internacional                                     | 1                                                 | 0                                                 | 1                                                 |       |             |                                               |                                               |                                               |                                               |  |             |                                             |                                             |                                             |                                             |  |  |
|  | Internacional                                     | 1                                                 | 0                                                 | 1                                                 |       | Ferroviária | 1                                             | 1                                             | 2 (0)                                         |                                               |  |             |                                             |                                             |                                             |                                             |  |  |
|  |                                                   |                                                   |                                                   |                                                   |       | Ferroviária | 1                                             | 1                                             | 2 (0)                                         |                                               |  |             |                                             |                                             |                                             |                                             |  |  |
|  |                                                   | São Paulo (pen)                                   | 2                                                 | 0                                                 | 2 (3) |             |                                               |                                               |                                               |                                               |  |             |                                             |                                             |                                             |                                             |  |  |
|  | São Paulo                                         | São Paulo (pen)                                   | 2                                                 | 0                                                 | 2 (3) | 2           | 0                                             | 2                                             |                                               |                                               |  |             |                                             |                                             |                                             |                                             |  |  |
|  | São Paulo                                         |                                                   |                                                   |                                                   |       | 2           | 0                                             | 2                                             |                                               |                                               |  |             |                                             |                                             |                                             |                                             |  |  |
|  | Grêmio                                            | 1                                                 | 0                                                 | 1                                                 |       |             |                                               |                                               |                                               |                                               |  |             |                                             |                                             |                                             |                                             |  |  |

### Quartas de final
As partidas das quartas de final aconteceram entre 24 a 26 de agosto (ida) e entre 27 a 29 de agosto (volta).

#### Ida
| 24 de agosto Jogo 121 | Red Bull Bragantino | 1 – 1                                   | Corinthians   | Bragança Paulista                                                                            |  |
| 18:00                 | Jane 2'             | Súmula (CBF) Borderô (CBF) ge Soccerway | Jaqueline 36' | Estádio: Nabi Abi Chedid Público: 880 Renda: R$ 10 920,00 Árbitra: SP Marianna Nanni Batalha |  |

| 25 de agosto Jogo 122 | Internacional          | 1 – 1                                   | Ferroviária         | Caxias do Sul                                                                       |  |
| 10:45                 | Duda Santos 63' (pen.) | Súmula (CBF) Borderô (CBF) ge Soccerway | Priscila 84' (pen.) | Estádio: Centenário Público: 159 Renda: R$ 1 590,00 Árbitra: RJ Rejane Silva (FIFA) |  |

| 25 de agosto Jogo 124 | Cruzeiro                  | 1 – 2                                   | Palmeiras                       | Belo Horizonte                                                                                           |  |
| 10:45                 | Vitoria Calhau 90' (pen.) | Súmula (CBF) Borderô (CBF) ge Soccerway | Bruna 5' · Amanda Gutierres 61' | Estádio: Independência Público: 3 275 Renda: R$ 43 800,00 Árbitra: PR Maria Luiza Brandellero dos Santos |  |

| 26 de agosto Jogo 123 | Grêmio            | 1 – 2                                   | São Paulo         | Caxias do Sul                                                                          |  |
| 17:00                 | Cassia 38' (pen.) | Súmula (CBF) Borderô (CBF) ge Soccerway | Milene 45+2', 77' | Estádio: Centenário Público: 157 Renda: R$ 785,00 Árbitra: SC Tainan Bordignon Somensi |  |

#### Volta
| 27 de agosto Jogo 125 | Corinthians         | 1 – 0                                   | Red Bull Bragantino | São Paulo                                                                           |  |
| 19:00                 | Vic Albuquerque 32' | Súmula (CBF) Borderô (CBF) ge Soccerway |                     | Estádio: Canindé Público: 5 844 Renda: R$ 84 447,00 Árbitra: SP Daiane Muniz (FIFA) |  |

| 28 de agosto Jogo 126 | Ferroviária            | 2 – 0                                   | Internacional | Araraquara                                                                                         |  |
| 15:30                 | Neném 11' · Mylena 58' | Súmula (CBF) Borderô (CBF) ge Soccerway |               | Estádio: Fonte Luminosa Público: 492 Renda: R$ 3 090,00 Árbitra: MG Andreza Helena Siqueira (FIFA) |  |

| 28 de agosto Jogo 128 | Palmeiras           | 2 – 2                                   | Cruzeiro            | Jundiaí                                                                                  |  |
| 15:30                 | Lais 2' · Bruna 11' | Súmula (CBF) Borderô (CBF) ge Soccerway | Luana Lima 35', 86' | Estádio: Jaime Cintra Público: 884 Renda: R$ 8 785,00 Árbitra: PE Deborah Cecilia (FIFA) |  |

| 29 de agosto Jogo 127 | São Paulo | 0 – 0                                   | Grêmio | São Paulo                                                                      |  |
| 14:45                 |           | Súmula (CBF) Borderô (CBF) ge Soccerway |        | Estádio: Canindé Público: 154 Renda: R$ 0,00 Árbitra: SC Charly Deretti (FIFA) |  |

### Semifinais
As partidas das semifinais aconteceram, conforme a tabela atualizada da CBF, em 1 e 2 de setembro (ida) e 8 de setembro (volta).

#### Ida
| 1 de setembro Jogo 129 | Palmeiras                   | 1 – 3                                   | Corinthians                                            | Jundiaí                                                                                             |  |
| 10:45                  | Amanda Gutierres 37' (pen.) | Súmula (CBF) Borderô (CBF) ge Soccerway | Vic Albuquerque 83' · Carol 90+1' · Duda Sampaio 90+4' | Estádio: Jayme Cintra Público: 1 696 Renda: R$ 27 405,00 Árbitra: MG Andreza Helena Siqueira (FIFA) |  |

| 2 de setembro Jogo 130 | São Paulo            | 2 – 1                                   | Ferroviária | São Paulo                                                                    |  |
| 21:30                  | Duda 22' · Ariel 75' | Súmula (CBF) Borderô (CBF) ge Soccerway | Mica 63'    | Estádio: Canindé Público: 378 Renda: R$ 0,00 Árbitra: RJ Rejane Silva (FIFA) |  |

#### Volta
| 8 de setembro Jogo 131 | Corinthians      | 1 – 2                                   | Palmeiras             | São Paulo                                                                             |  |
| 16:00                  | Duda Sampaio 24' | Súmula (CBF) Borderô (CBF) ge Soccerway | Lais 9' · Letícia 87' | Estádio: Canindé Público: 15 867 Renda: R$ 254 169,00 Árbitra: RJ Rejane Silva (FIFA) |  |

| 8 de setembro Jogo 132 | Ferroviária              | 1 – 0                                   | São Paulo | Araraquara                                                                                    |  |
| 16:00                  | Duda Santos 90+1' (pen.) | Súmula (CBF) Borderô (CBF) ge Soccerway |           | Estádio: Fonte Luminosa Público: 3 973 Renda: R$ 24 135,00 Árbitra: PE Deborah Cecilia (FIFA) |  |

### Final
As partidas da final acontecem, conforme a tabela atualizada da CBF, em 15 de setembro (ida) e 22 de setembro (volta).

#### Ida
| 15 de setembro Jogo 133 | São Paulo   | 1 – 3                                   | Corinthians                            | São Paulo                                                                                |  |
| 10:00                   | Ariel 90+5' | Súmula (CBF) Borderô (CBF) ge Soccerway | Millene 22' · Vic Albuquerque 49', 88' | Estádio: Morumbis Público: 28 420 Renda: R$ 402 497,50 Árbitra: SC Charly Deretti (FIFA) |  |

#### Volta
| 22 de setembro Jogo 134 | Corinthians               | 2 – 0                                   | São Paulo | São Paulo                                                                                       |  |
| 10:00                   | Jaqueline 65' · Carol 90' | Súmula (CBF) Borderô (CBF) ge Soccerway |           | Estádio: Neo Química Arena Público: 44 136 Renda: R$ 974 416,30 Árbitra: SP Daiane Muniz (FIFA) |  |

## Premiação
| Campeonato Brasileiro Feminino de 2024 – Série A1 |
| São Paulo                                         |
| ------------------------------------------------- |
| CORINTHIANS Pentacampeão (6.º título)             |